# المجلس التشريعي السوداني

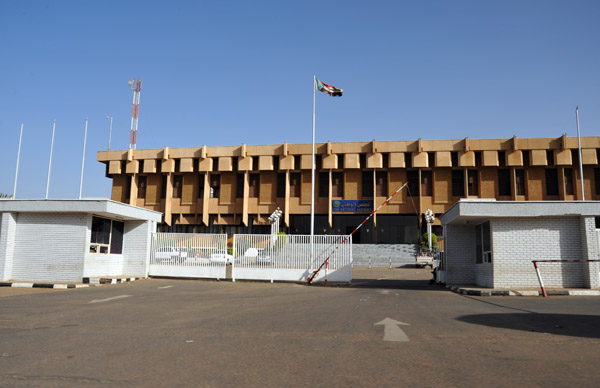
مبنى المجلس العسكري

المجلس التشريعي السوداني أو الهيئة التشريعية الوطنية هو الفرع التشريعي المكون لحكومة السودان. تم حل الهيئة التشريعية الوطنية في 11 أبريل 2019 بعد الإنقلاب العسكري على الرئيس عمر البشير وحل المؤتمر الوطني.
قبل انقلاب 2019، كانت الهيئة التشريعية الوطنية برئاسة إبراهيم أحمد عمر تتألف من مجلسين وهما :
- مجلس الولايات السوداني الذي كان يضم 50 عضواً ينتخبون بشكل غير مباشر من قبل الهيئات التشريعية للولاية.
- المجلس الوطني السوداني الذي كان يضم 450 عضواً منتخباً بشكل مباشر.

حاليا وكجزء من انتقال السودان إلى الديمقراطية في عام 2019، يجري تشكيل مجلس تشريعي انتقالي سيعمل كهيئة تشريعية في السودان حتى الانتخابات المقرر إجراؤها في عام 2022.

## رؤساء سابقين للمجلس التشريعي السوداني:[3]
السيد / د.ابراهيم احمد عمر 2015-2019 م
السيد / د.الفاتح عزالدين المنصور أحمد 2013-2015 م
السيد / أحمد إبراهيم الطاهر 2001-2013 م
السيد / د. حسن عبد الله الترابي - المجلس الوطني 1996-1999م
السيد / عقيد ركن محمد الأمين خليفة - المجلس الوطني الانتقالي 1992-1996م
السيد / فاروق علي البرير - الجمعية التأسيسية 12 أبريل – 30 يونيو 1989م
السيد / محمد يوسف محمد - الجمعية التأسيسية 1988-1989م
السيد / د. محمد إبراهيم خليل - الجمعية التأسيسية 1986-1988م
السيد / عزالدين السيد محمد - مجلس الشعب الخامس 1982-1985م
السيد / أبوالقاسم هاشم - مجلس الشعب الثاني 1976-1977م - مجلس الشعب الثالث 1977-1980م
السيد / الرشيد الطاهر بكر- مجلس الشعب الثاني 1974-1976م - مجلس الشعب الرابع 1980-1981م
السيد / د. النذير دفع الله - مجلس الشعب الأول 1972-1973م
السيد / المبارك الفاضل شداد - الجمعية التأسيسية 1965-1968م - الجمعية التأسيسية 1968-1969م
السيد / اللواء عوض عبد الرحمن صغير- المجلس المركزي 1962 -1964م
السيد / محمد صالح الشنقيطي - الجمعية التشريعية 1948-1953م - مجلس النواب 1958
السيد / د. أمين السيد - مجلس الشيوخ 1957 – 1958م
السيد / محمد الحسن دياب - مجلس الشيوخ 1956 – 1957م
السيد / بابكر عوض الله - مجلس النواب 1956 – 1957م
السيد / أحمد محمد يس - مجلس الشيوخ 1954 – 1956م
السيد / محمد صالح الشنقيطي 1948-1953م

## أنظر أيضاً
- مجالس الدول التشريعية
- مجلس قيادة الثورة للإنقاذ الوطني